# SPECT-scan
Een SPECT-scan is een 3-dimensionale non-invasieve diagnostische techniek waarbij gebruik wordt gemaakt van radioactief gelabelde stoffen. SPECT is de afkorting van Single Photon Emission Computed Tomography (computertomografie met behulp van uitstraling van enkelvoudige fotonen). Emission slaat op het feit dat de straling uit de patient komt, en niet van buitenaf wordt toegediend, zoals bij de klassieke radiologische toepassingen. 
Door een specifieke stof te kiezen die zich selectief in bepaalde weefsels of organen ophoopt, kan een afbeelding worden verkregen van de verdeling van de radioactieve isotoop in een specifiek lichaamsdeel. Dit kan dan positief of negatief worden gediagnosticeerd. Tevens kan uit de uitgebreidheid van de afwijkingen een inschatting worden gemaakt van de plaats en de ernst van de afwijking. Door een orgaan-specifieke stof te gebruiken wordt de totale stralingsbelasting voor de patient beperkt gehouden.

## Basisprincipe
Een specifieke molecule, afhankelijk van het orgaan dat moet worden onderzocht, wordt gemerkt met een radioactief isotoop en wordt in het lichaam geïnjecteerd en verzamelt zich vooral in een bepaald orgaan, bijvoorbeeld lever, hart, hersenen, botweefsel, of schildklier. Dan wordt een fotondetector boven en/of rond het orgaan gebracht die de gammastraling opvangt die ontstaat bij het verval van een kern van de isotoop. 
De detector bestaat uit een groot scintillerend kristal (bijvoorbeeld van natriumjodide) waarin een lichtflitsje ontstaat als het geraakt wordt door een gammakwantum. De plaats van dit lichtflitsje in het kristal kan door een rij horizontale en verticale fotodetectors langs het kristal nauwkeurig worden vastgelegd. 
Voor het detectiekristal bevindt zich een collimator, een dikke loden plaat waarin een groot aantal kanaaltjes zijn geboord, zodat een gammaquant die schuin vliegt door het lood wordt opgevangen waardoor enkel fotonen die loodrecht op het oppervlak van het kristal aankomen, zullen worden gedetecteerd. 
Het resultaat is dat in het detectiekristal enkel gammaquanten zullen worden gedetecteerd die uit het deel van de patiënt afkomstig zijn dat loodrecht onder die plaats op de detector ligt. Van welke diepte in het lichaam van de patiënt het gammafoton afkomstig is kan niet direct worden gemeten. Er ontstaat dus een 2-dimensionale foto van de patiënt, waarbij die orgaandelen die radioactief stralen worden afgebeeld tegen een minder actieve achtergrond. 
Door nu met de detector een hele of halve cirkel om de patiënt heen te maken en de zo verkregen serie 2-dimensionale plaatjes in een computer te recombineren (bijvoorbeeld met een terugprojectie-algoritme) kan een 3-dimensionale afbeelding worden verkregen met een resolutie van 0,5 a 1 cm wat niet erg nauwkeurig is vergeleken met andere technieken zoals CT-scan, MRI-scan of PET-scan. De meeste tomografen gebruiken meerdere camera's voor het comfort van de patient (verminderen van de opnametijd), of de verhoging van de resolutie.

## Het belang van de fysiologie
Het belang van SPECT ligt dan ook vooral in het feit dat het mogelijk is specifieke isotopen en verbindingen te gebruiken die selectief in bepaalde afwijkingen (al of niet) worden opgenomen die op andere wijze niet zichtbaar zijn te maken. Ook laat SPECT het functioneren (fysiologie) van organen zien, terwijl CT en MRI vooral gericht zijn op het in beeld brengen van de fysieke anatomie.
Voor SPECT geschikte isotopen hebben typisch een halveringstijd van enige uren tot dagen. Isotopen van technetium (99m) en thallium worden vaak gebruikt. Bij langere halfwaardetijden wordt de stralingsbelasting voor de patiënt en zijn omgeving te groot; bij kortere kan de benodigde verbinding niet snel genoeg worden gemaakt en niet lang genoeg worden bewaard. 
Een klinisch belangrijke toepassing is de SPECT-scan myocardscintigrafie van het hart om gebieden met verminderde doorbloeding te ontdekken, wat in twijfelgevallen weleens de doorslag geeft bij patiënten met angina pectoris, bij wie geaarzeld wordt of de klachten wel cardiaal zijn (van het hart af komen). Andere toepassingen zijn het diagnosticeren van levercirrose, hersentromboses, hersenbloedingen, of alzheimer (afwezigheid of verminderde fysiologie met zwarte vlekken op de beeldvorming als gevolg), of het detecteren van tumoren of uitzaaiingen (borst- of botkanker, met verhoogde ongewone fysiologische activiteit).